# Andrei Murariu
Andrei Murariu (* 17. Februar 1986 in Bârlad) ist ein rumänischer Schachgroßmeister.
Den Großmeistertitel erwarb Murariu im Juli 2006. Die erforderlichen Normen erfüllte er bei drei Turnieren in Bukarest, nämlich den Victor-Ciocâltea-Memorials im März 2003 und Oktober 2004 sowie dem Winter Cup im Januar 2006. Er gewann mit der rumänischen Junioren-Mannschaft zwei Medaillen bei den Europameisterschaften 2003 und 2004 und gehörte auch der Nationalmannschaft bei der Europäischen Mannschaftsmeisterschaft 2007 an. Im gleichen Jahr gewann er das Romgaz-Open und hat bereits zweimal das Victor-Ciocâltea-Memorial gewonnen.
Sein Schachverein in Rumänien ist der CS Studențesc Medicină Timișoara.
Trainiert wurde Murariu von Dorian Rogozenco. Murarius Elo-Zahl beträgt 2493 (Stand: April 2021), seine höchste Elo-Zahl von 2533 erreichte er im Februar und August 2013.